# Rabdomiosarcoma
Il Rabdomiosarcoma (RMS) è un tumore maligno, specificamente un sarcoma derivante dalle cellule muscolari striate.

## Caratteristiche
Il Rabdomiosarcoma è il più frequente sarcoma delle parti molli in età pediatrica. Complessivamente è comunque un tumore raro, rappresentando circa il 3.5% di tutti i tumori infantili.
Il nome è formato dalla combinazione di tre parole: "rabdo", che significa a forma di bacchetta, "mio" che sta per muscolo, e "sarcoma" che è il gruppo di neoplasie a cui appartiene.
Le cellule del rabdomiosarcoma appaiono a forma di bacchetta al microscopio ed hanno molte caratteristiche delle cellule muscolari. Normalmente, mentre il feto si sviluppa nel grembo, le cellule chiamate rabdomioblasti crescono per andare a costituire i muscoli scheletrici del corpo. Quando queste cellule non maturano correttamente, ma continuano a moltiplicarsi in maniera incontrollata, si forma il rabdomiosarcoma.
Colpisce soprattutto bambini nell'età che va da 1 a 5 anni, ma si manifesta anche negli adolescenti e, più raramente, negli adulti.
Il rabdomiosarcoma è un tumore molto aggressivo e può nascere in qualsiasi parte del corpo, ma più frequentemente a livello di testa-collo (inclusa l'orbita), apparato genito-urinario (vescica-prostata, vagina, area paratesticolare), arti e altre sedi come tronco e addome.
Si distinguono principalmente due sottotipi di rabdomiosarcoma:
- Embrionale: insorge più spesso nell'area della testa e del collo, o negli organi genito-urinari, in particolare nei testicoli. È il tipo più comune.
- Alveolare: insorge più spesso a livello degli arti.

## Cause
Sebbene esistano alcune condizioni che possono essere associate all'insorgenza del rabdomioscarcoma come la sindrome di Li-Fraumeni, la neurofibromatosi di tipo 1, la sindrome di Beckwith-Wiedemann, la sindrome di Costello e la sindrome di Noonan, nella maggioranza dei casi la causa del rabdomiosarcoma è sconosciuta.
Un vecchio studio ha ipotizzato un collegamento tra l'RMS e l'amalgama di tungsteno depositata nei muscoli, un altro un collegamento con l'uso di droghe in gravidanza, ma complessivamente non vi sono evidenze che fattori ambientali causino il RMS.

## Sintomi
Un possibile segnale è la comparsa di un nodulo, tumefazione, gonfiore che tende ad aumentare più o meno rapidamente. I sintomi possono comunque variare a seconda di dove è localizzato il rabdomiosarcoma e degli organi che vengono coinvolti dal tumore. Sospettare un rabdomiosarcoma è difficile perché anche altre condizioni possono causare gli stessi sintomi. Ad esempio, nel caso di un bambino il gonfiore viene spesso attribuito ad un trauma o a un banale incidente domestico.
Sintomi di allarme possono essere:
- Un nodulo, tumefazione, massa o gonfiore che tende a crescere. Può essere doloroso.
- Sporgenza degli occhi (esoftalmo)
- Problemi a urinare o a defecare
- Presenza di sangue nelle urine
- Sanguinamento non spiegato da naso, gola, vagina o ano.

## Diagnosi
La diagnosi di rabdomiosarcoma si fa attraverso un prelievo del tessuto tumorale nelle cui cellule vengono riconosciute caratteristiche simili a quelle delle cellule che formano il muscolo scheletrico. La proteina myo D1 si trova normalmente nelle cellule di muscolo scheletrico in fase di sviluppo e scompare dopo che il muscolo giunge a maturazione, ma si trova nelle cellule di rabdomiosarcoma. Perciò la myo D1 serve come un utile marker immunoistochimico del rabdomiosarcoma.
Vari test possono essere utilizzati in fase di diagnosi, fra cui:
- esame fisico e storia clinica del paziente
- radiografia del torace, per vedere se il tumore ha origine nel torace o se ci sono metastasi ai polmoni.
- tomografia assiale computerizzata (TAC) o risonanza magnetica della zona in cui si sospetta ci sia il tumore: tali esami definiscono le dimensioni della massa e aiutano a capire se il tumore può essere operato senza recare danno ad alcun organo.
- esame delle ossa mediante scintigrafia, ovvero iniezione di minime quantità di materiale radioattivo nelle vene, che si deposita nelle ossa e può essere rilevato da uno scanner per accertare la presenza o meno di cellule cancerose.
- esame del midollo osseo, per vedere se quest'organo è interessato dalla neoplasia.
- ecografia per studiare da quale organo il tumore ha origine e per vedere se ci sono metastasi al fegato.

## Prognosi
La prognosi (possibilità di guarigione) e il tipo di trattamento dipendono da:
- sede di insorgenza del tumore.
- presenza di metastasi alla diagnosi
- dimensioni del tumore al momento della diagnosi.
- possibilità di una completa asportazione chirurgica della lesione neoplastica.
- presenza di linfonodi invasi dal tumore.
- il tipo di rabdomiosarcoma (quello alveolare è più aggressivo)
- l'età del paziente e lo stato generale di salute
- se si tratta di una nuova diagnosi o di una recidiva

A seconda dei casi, nella cura del rabdomiosarcoma si ricorre alle seguenti terapie:
- chirurgia, se possibile, per asportare la massa tumorale.
- chemioterapia a cicli ricorrenti, somministrati per un periodo che generalmente va dai 6 ai 12 mesi. Vengono utilizzati vari farmaci in associazione fra cui antracicline e alchilanti (ifosfamide o ciclofosfamide).
- radioterapia, sull'area interessata dal tumore.

Attualmente queste tre diverse modalità di trattamento vengono combinate insieme secondo protocolli di cura concordati fra gruppi di medici esperti in questo campo, in modo da assicurare le massime possibilità di guarigione con il minimo possibile di effetti collaterali.

## La ricerca in Italia
Fino alla fine degli anni 70 il rabdomiosarcoma era una malattia pressoché sconosciuta al pubblico, e il tasso di mortalità era praticamente del 100%.
Dal 1979 esiste in Italia un gruppo di medici esperti che coordina i protocolli dedicati alla cura del rabdomiosarcoma e degli altri sarcomi delle parti molli che insorgono in età pediatrica. Il gruppo è denominato Soft Tissue Sarcoma Committee (STSC) ed è coordinato presso la clinica di oncoematologia del Dipartimento di pediatria di Padova, e agisce anche a livello internazionale facendo parte dell'European paediatric Soft tissue Sarcoma Group (EpSSG).
L'introduzione di nuove terapie mutuate dai centri di ricerca negli Stati Uniti portò alla prima guarigione documentata nel 1981. Grazie alle donazioni delle famiglie di alcuni giovani pazienti, l'Istituto Giannina Gaslini di Genova ebbe l'opportunità di utilizzare in via sperimentale tali terapie e, nel novembre 1982, lo staff di ricerca del reparto di Medicina IV (oggi chiamato Pediatria IV) ebbe la soddisfazione di guarire il primo paziente italiano (e secondo al mondo), un ragazzo di 17 anni.
I protocolli coordinati dal STSC sono attualmente adottati da tutti i centri di oncologia pediatrica aderenti all'AIEOP (Associazione italiana di ematologia e oncologia pediatrica). Grazie all'applicazione di questi protocolli le possibilità di cura sono progressivamente migliorate e attualmente più del 70% dei bambini affetti da rabdomiosarcoma localizzato guarisce.